# YouTube (YouTube-Kanal)
YouTube (bisher YouTube Spotlight) ist der offizielle YouTube-Kanal des US-amerikanischen Videoportals YouTube, auf dem Ereignisse und Videos rund um YouTube selbst veröffentlicht werden. 

## Inhalt
Besondere Ereignisse des Kanals sind unter anderem die YouTube Comedy Week und die YouTube Music Awards. Besonders bekannt wurde der Kanal für die jährliche YouTube Rewind Serie zwischen 2010 und 2019. 
Für eine kurze Zeit im Jahr 2013 war YouTube der meistabonnierte Kanal auf der Plattform. Stand März 2025 verfügt YouTube über 42,8 Millionen Abonnenten und 2,55 Milliarden Video-Aufrufe.